# Luciano Darderi
Luciano Taddeo Darderi (Villa Gesell, 14 febbraio 2002) è un tennista italiano con cittadinanza argentina.
In singolare ha conquistato 4 titoli ATP 250: Córdoba nel 2024, Marrakech, Båstad e Umago nel 2025. I suoi migliori ranking ATP sono il 32º posto in singolare dell'agosto 2024 e il 104º in doppio dell'agosto 2022.

## Biografia
Nasce a Villa Gesell, in Argentina, ed è figlio dell'ex tennista Gino, che diventerà il suo coach e lo seguirà anche tra i professionisti. Luciano Darderi ha doppio passaporto argentino e italiano grazie alla cittadinanza del nonno italiano, originario di Fano, emigrato in Argentina a 22 anni. Prende in mano la racchetta per la prima volta a due anni e a cinque prende le prime lezioni. A 10 anni si trasferisce con la famiglia in Italia e, con il contributo della FIT, inizia ad allenarsi ad Arezzo e a Roma. Gioca a tennis anche il fratello Vito Antonio, nato nel 2008, che è stato campione italiano under-12.

## Carriera

### 2019-2020: inizi da professionista e prime finali ITF
Fa le prime due apparizioni tra i professionisti nel circuito ITF alla fine del 2019 e al suo secondo torneo raggiunge la finale in doppio all'ITF M25 di Santa Margherita di Pula. Nell'agosto 2020 esordisce in un torneo dell'ATP Challenger Tour a Cordenons, al primo turno elimina il nº 128 ATP Antoine Hoang e viene sconfitto al secondo da Daniel Altmaier. Subito dopo, alla sua prima esperienza in un torneo del circuito maggiore, perde contro João Sousa al primo turno di qualificazione degli Internazionali d'Italia dopo aver vinto il secondo set. Tra i pochi incontri giocati in quella stagione vi è la sua seconda finale persa in doppio nel circuito ITF.

### 2021: primo titolo Challenger in doppio e primi titoli ITF in singolare
Da marzo inizia a giocare con maggiore continuità, perde un'altra finale di doppio e a giugno alza il primo trofeo da professionista superando Santiago Rodriguez Taverna nella finale dell'ITF M15 di Monastir. Il primo titolo in doppio arriva il mese successivo all'ITF M15 dell'Aquila, mentre ad agosto vince un altro torneo M15 in singolare sempre a Monastir. A settembre sconfigge Federico Gaio e si spinge fino ai quarti di finale al Challenger di Siviglia.
A ottobre vince tre tornei di doppio consecutivi: gli ITF M15 del Cairo, l'M25 di Setubal e il primo torneo Challenger in carriera, a Buenos Aires, in coppia con Juan Bautista Torres, superando in finale Hernán Casanova / Santiago Rodríguez Taverna. Disputa poi altre due finali Challenger in doppio a Montevideo e a Brasilia, perdendole entrambe, e fa il suo ingresso nella top 300 del ranking. A dicembre disputa la prima finale Challenger in singolare a San Paolo del Brasile e viene sconfitto in due set dall'argentino Juan Pablo Ficovich.

### 2022: 3 titoli Challenger in doppio e top 200 in singolare
La stagione lo vede dedicarsi quasi esclusivamente ai tornei Challenger. A marzo gioca la finale di doppio a Las Palmas e perde in coppia con Matteo Arnaldi contro Sadio Doumbia / Fabien Reboul. Un mese dopo perde la finale al Challenger di Tigre II assieme a Juan Bautista Torres. Nei mesi di maggio e giugno, sempre in doppio, vince tre tornei Challenger in Italia. Nel primo a Vicenza gioca con Francisco Comesaña e sconfigge in finale Matteo Gigante / Francesco Passaro. Negli altri due fa coppia con Fernando Romboli: nella finale del Challenger 125 di Parma supera Denys Molčanov / Igor Zelenay e in quella di Milano ha la meglio su Diego Hidalgo / Cristian Rodríguez.
A luglio raggiunge la semifinale di singolare a Iași superando nei quarti il n. 70 del ranking Jiří Lehečka, primo top 100 da lui sconfitto in carriera, e a fine torneo entra nella top 200.
Ad agosto porta il best ranking di doppio alla 104ª posizione mondiale, e in singolare partecipa alle qualificazioni degli US Open dove viene sconfitto al primo turno da Daniel Elahi Galán.

### 2023: 2 titoli Challenger in singolare
Alle qualificazioni degli Australian Open perde al turno decisivo contro Mattia Bellucci. Giunge quindi in finale al Challenger Concepción in coppia con Oleg Prihodko e vengono sconfitti da Guido Andreozzi / Guillermo Durán. Supera le qualificazioni al torneo 250 del Cordoba Open e vince il suo primo incontro ATP superando Hugo Gaston al primo turno per poi cedere a Sebastián Báez. Entra da lucky loser al torneo 500 di Acapulco ed esce al primo turno. A marzo perde la finale di doppio al Viña del Mar Challenger assieme ad Andrea Vavassori.
Perde anche la finale di singolare al Challenger Tenis Club Argentino contro Thiago Seyboth Wild. A luglio perderà la semifinale al Milano ATP Challenger contro Matteo Gigante. Ad agosto vince la finale agli Internazionali di Tennis Città di Todi in tre set contro Clement Tabur. Continua a giocare nei Challenger e, dopo altre quattro sconfitte in semifinale, a novembre vince il suo secondo torneo stagionale a Lima sconfiggendo in finale al terzo set Mariano Navone, risultato con cui porta il miglior ranking al 124º posto mondiale.

### 2024: primo titolo ATP e 32º nel ranking
Supera le qualificazioni al 250 di Cordoba e al primo turno supera in tre set Marcelo Tomás Barrios Vera. Dopo i successi su Sebastian Ofner e Yannick Hanfmann, in semifinale sconfigge il campione in carica e testa di serie nº 2 Sebastián Báez. Nell’atto conclusivo, l'11 febbraio, ha la meglio su Facundo Bagnis con il punteggio di 6–1, 6–4 conquistando il primo titolo ATP, il secondo mai vinto da un italiano proveniente dalle qualificazioni. A fine torneo fa il suo esordio nella top 100 del ranking, al 76º posto. Nel 250 di Buenos Aires elimina Mariano Navone e al secondo turno Báez si prende la rivincita; non va oltre il secondo turno anche al 250 di Santiago. Alla sua prima presenza nel tabellone principale di un torneo Masters 1000, perde al primo turno a Miami contro Denis Shapovalov. Sulla terra marrone del 250 di Houston raggiunge la sua seconda semifinale ATP in carriera superando Denis Kudla in rimonta, il nº 23 del mondo Francisco Cerúndolo al tie-break del set decisivo e nei quarti di finale Marcos Giron, al quale concede soltanto quattro game. In semifinale cede in due set a Frances Tiafoe.
Agli Internazionali d'Italia viene sconfitto al terzo turno dal vincitore del torneo Alexander Zverev, dopo aver battuto Denis Shapovalov e Mariano Navone, mentre nel successivo Challenger 175 di Torino raggiunge la semifinale e si arrende alla testa di serie nº 1 Lorenzo Musetti. Alla sua prima presenza nel main draw del Roland Garros, esce al secondo turno per mano di Tallon Griekspoor. La settimana successiva si aggiudica il Challenger di Perugia senza perdere alcun set, sconfigge in finale Sumit Nagal e sale alla 34ª posizione, diventando il terzo italiano nel ranking ATP.
Nel 500 di Halle disputa il suo primo incontro ATP su erba e viene eliminato al tie-break del set decisivo da Jan-Lennard Struff dopo aver mancato un match point. A Wimbledon viene sconfitto al secondo turno in cinque partite da Lorenzo Musetti. Nei tornei successivi il miglior risultato sono gli ottavi di finale raggiunti al 500 di Amburgo, mentre esce al primo turno al suo esordio olimpico ai Giochi di Parigi e agli US Open. Il 5 agosto raggiunge la 32ª posizione del ranking. Chiude il 2024 alla 42ª dopo aver vinto un solo incontro negli ultimi sette tornei stagionali.

### 2025: titoli a Marrakech, Båstad e Umago
Nei primi otto tornei stagionali vince in totale due soli match e scende al 61º posto ATP. Nello stesso periodo l'unico risultato di rilievo in doppio è la semifinale raggiunta all'ATP 500 del Rio Open in coppia con Navone. Risale in singolare raggiungendo la finale al Challenger 125 Tennis Napoli Cup, persa al terzo set contro Vít Kopřiva. Il 6 aprile 2025 vince il Grand Prix Hassan II di Marrakech, 2° titolo in carriera, battendo in finale Tallon Griekspoor in poco più di due ore di gioco. Il 20 luglio 2025 vince il torneo ATP 250 di Båstad sconfiggendo in finale Jesper de Jong in tre set. Il successivo 26 luglio si aggiudica anche il 250 di Umago, battendo in finale Carlos Taberner in due set, e risale alla 35ª posizione del ranking, diventando il terzo giocatore italiano ad aver conquistato tre titoli sulla terra rossa nella stessa stagione, dopo Paolo Bertolucci (1977) e Matteo Berrettini (2024).

## Statistiche

### Singolare

#### Vittorie (4)
| Legenda              |
| Grande Slam (0)      |
| ATP Finals (0)       |
| ATP Masters 1000 (0) |
| ATP Tour 500 (0)     |
| ATP Tour 250 (4)     |

| N. | Data             | Torneo                          | Superficie  | Avversario in finale | Punteggio      |
| 1. | 11 febbraio 2024 | Córdoba Open, Córdoba           | Terra rossa | Facundo Bagnis       | 6–1, 6–4       |
| 2. | 6 aprile 2025    | Grand Prix Hassan II, Marrakech | Terra rossa | Tallon Griekspoor    | 7–6(3), 7–6(4) |
| 3. | 20 luglio 2025   | Swedish Open, Båstad            | Terra rossa | Jesper De Jong       | 6–4, 3–6, 6–3  |
| 4. | 26 luglio 2025   | Croatia Open Umag, Umago        | Terra rossa | Carlos Taberner      | 6–3, 6–3       |

### Tornei minori

#### Singolare

##### Vittorie (5)
| Legenda tornei minori |
| Challenger (3)        |
| ITF (2)               |

| N. | Data             | Torneo                                             | Superficie  | Avversario in finale       | Punteggio        |
| 1. | 20 giugno 2021   | M15 Monastir, Monastir                             | Cemento     | Santiago Rodríguez Taverna | 6–3, 7–5         |
| 2. | 22 agosto 2021   | M15 Monastir, Monastir                             | Cemento     | Duarte Vale                | 6–2, 6–2         |
| 3. | 19 agosto 2023   | Internazionali Città di Todi, Todi                 | Terra rossa | Clément Tabur              | 6–4, 6(5)–7, 6–1 |
| 4. | 12 novembre 2023 | Lima Challenger II, Lima                           | Terra rossa | Mariano Navone             | 4–6, 6–3, 7–5    |
| 5. | 16 giugno 2024   | Internazionali di Tennis Città di Perugia, Perugia | Terra rossa | Sumit Nagal                | 6–1, 6–2         |

##### Finali perse (5)
| Legenda tornei minori |
| Challenger (3)        |
| ITF (2)               |

| N. | Data            | Torneo                                        | Superficie  | Avversario in finale | Punteggio        |
| 1. | 27 giugno 2021  | M15 Monastir, Monastir                        | Cemento     | Onni Kumar           | 6(6)–7, 3–6      |
| 2. | 1º agosto 2021  | M15 Novi Sad, Novi Sad                        | Terra rossa | Filip Misolic        | 4–6, 4–6         |
| 3. | 5 dicembre 2021 | São Paulo Open Tennis, São Paulo              | Terra rossa | Juan Pablo Ficovich  | 3–6, 5–7         |
| 4. | 30 aprile 2023  | Challenger Tenis Club Argentino, Buenos Aires | Terra rossa | Thiago Seyboth Wild  | 3–6, 3–6         |
| 5. | 30 marzo 2025   | Tennis Napoli Cup, Napoli                     | Terra rossa | Vít Kopřiva          | 6–3, 3–6, 6(4)–7 |

#### Doppio

##### Vittorie (7)
| Legenda tornei minori |
| Challenger (4)        |
| ITF (3)               |

| N. | Data            | Torneo                                   | Superficie  | Compagno             | Avversari in finale                | Punteggio        |
| 1. | 23 ottobre 2021 | Challenger de Buenos Aires, Buenos Aires | Terra rossa | Juan Bautista Torres | Hernán Casanova Santiago Rodríguez | 7–6(5) , 7–6(10) |
| 2. | 28 maggio 2022  | Internazionali Città di Vicenza, Vicenza | Terra rossa | Francisco Comesaña   | Matteo Gigante Francesco Passaro   | 6–3, 7–6(4)      |
| 3. | 18 giugno 2022  | Emilia-Romagna Tennis Cup, Parma         | Terra rossa | Fernando Romboli     | Denys Molchanov Igor Zelenay       | 6–2, 6–3         |
| 4. | 25 giugno 2022  | Milano ATP Challenger, Milano            | Terra rossa | Fernando Romboli     | Diego Hidalgo Cristian Rodríguez   | 6–4, 2–6, [10–5] |

##### Finali perse (12)
| Legenda tornei minori |
| Challenger (8)        |
| ITF (4)               |

| N. | Data              | Torneo                                | Superficie  | Compagno                | Avversari in finale                   | Punteggio              |
| 1. | 13 novembre 2021  | Uruguay Open, Montevideo              | Terra rossa | Ignacio Carou           | Rafael Matos Felipe Meligeni Alves    | 4–6, 4–6               |
| 2. | 27 novembre 2021  | Aberto da República, Brasilia         | Terra rossa | Genaro Alberto Olivieri | Mateus Alves Gustavo Heide            | 3–6, 3–6               |
| 3. | 5 marzo 2022      | Gran Canaria Challenger, Las Palmas   | Terra rossa | Matteo Arnaldi          | Sadio Doumbia Fabien Reboul           | 7–5, 4–6, [7–10]       |
| 4. | 30 aprile 2022    | Challenger de Tigre II, Tigre         | Terra rossa | Juan Bautista Torres    | Guillermo Durán Felipe Meligeni Alves | 6–3, 4–6, [3–10]       |
| 5. | 28 gennaio 2023   | Challenger Concepción, Concepción     | Terra rossa | Oleg Prihodko           | Guido Andreozzi Guillermo Durán       | 6(1)–7, 7–6(3), [7–10] |
| 6. | 18 marzo 2023     | Viña del Mar Challenger, Viña del Mar | Terra rossa | Andrea Vavassori        | Diego Hidalgo Cristian Rodríguez      | 4–6, 6(5)–7            |
| 7. | 17 giugno 2023    | Internazionali di Perugia, Perugia    | Terra rossa | Juan Pablo Paz          | Boris Arias Federico Zeballos         | 6(3)–7, 6(6)–7         |
| 8. | 23 settembre 2023 | Challenger Antofagasta, Antofagasta   | Terra rossa | Murkel Dellien          | Boris Arias Federico Zeballos         | 7–5, 4–6, [8–10]       |